# Дети Льюльяйльяко
Дети Льюльяйлья́ко (исп. Momias de Llullaillaco) — это три мумии инкских детей (также известные как мумии Льюльяйлья́ко), обнаруженные 16 марта 1999 года Йоханом Рейнхардом и его археологической экспедицией недалеко от вершины Льюльяйльяко, 6739-метрового (22 110 футов) стратовулкана в Андах, на границе Чили и Аргентины. Дети были принесены в жертву в религиозном ритуале инков, который, как полагают, имел место около 1500 года. В этом ритуале трое детей были одурманены наркотиками, затем помещены в небольшую гробницу на глубине 1,5 метра под землей, где их оставили умирать. По словам Рейнхарда, эти мумии «являются наиболее хорошо сохранившимися мумиями инков из когда-либо найденных», и другие археологи выразили то же мнение, назвав их одними из самых хорошо сохранившихся мумий в мире.
20 июня 2001 года Национальная комиссия по музеям, памятникам и историческим местам Аргентины объявила детей Льюльяйлья́ко национальной исторической собственностью Аргентины. С 2007 года мумии находятся на выставке в Музее высотной археологии в аргентинском городе Сальта.

## История

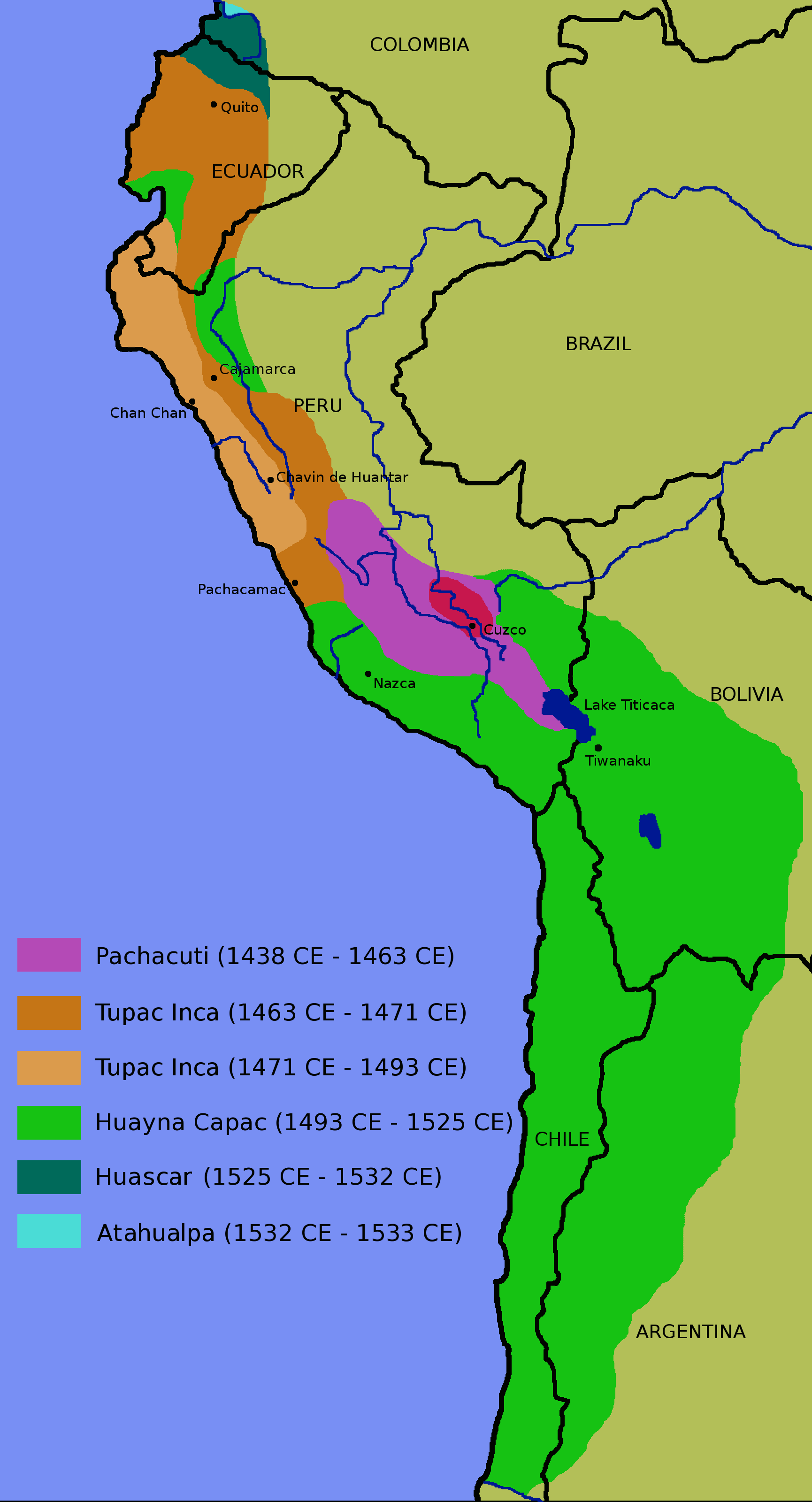
Карта империи инков в XV—XVI веках

Империя инков была самой большой империей в доколумбовой Америке и, возможно, крупнейшей империей в мире в начале XVI века. Империя возникла в области вокруг города Куско, высоко в горах Анд в современном Перу, в XIII веке. Цивилизация инков не расширялась географически до середины XV века. Однако, начиная с правления Пачакути в 1438 году, инки распространились по всему западному побережью Южной Америки вдоль гор Анд, завоёвывая местные народы по пути и консолидируя огромную земельную империю в течение менее чем столетия. Империя инков достигла своей максимальной географической протяжённости около 1530 года, а затем начался быстрый упадок, кульминацией которого стало падение Куско в 1533 году, а также казнь завоевателями-испанцами императора Атауальпы.
Жертвоприношение детей, называемое капакоча или кхапак хуча, было важной частью религии инков и часто использовалось в ознаменование важных событий, таких как смерть Сапа-Инки. Человеческие жертвы также использовались в качестве жертвоприношения богам во время голода и как способ просить защиты. Жертвоприношение могло произойти только с прямого одобрения императора инков. Дети были выбраны со всей обширной империи инков, и были выбраны главным образом на основе их «физического совершенства». Дети, выбранные для жертвоприношения, обычно были «сыновьями и дочерьми знати и местных правителей». Затем их везли за сотни или тысячи миль в столицу Куско, где они были предметом важных ритуалов очищения. Оттуда детей отправляли на высокие горные вершины по всей империи, чтобы принести в жертву. Согласно традиционной вере инков, дети, которых приносят в жертву, на самом деле не умирают, а вместо этого наблюдают за Землёй со своих горных вершин, рядом со своими предками. Инка считал большой честью умереть в качестве жертвы.
Многие другие хорошо сохранившиеся мумии, такие как мумия Хуаниты, также были найдены на горных вершинах Анд.

## Место захоронения

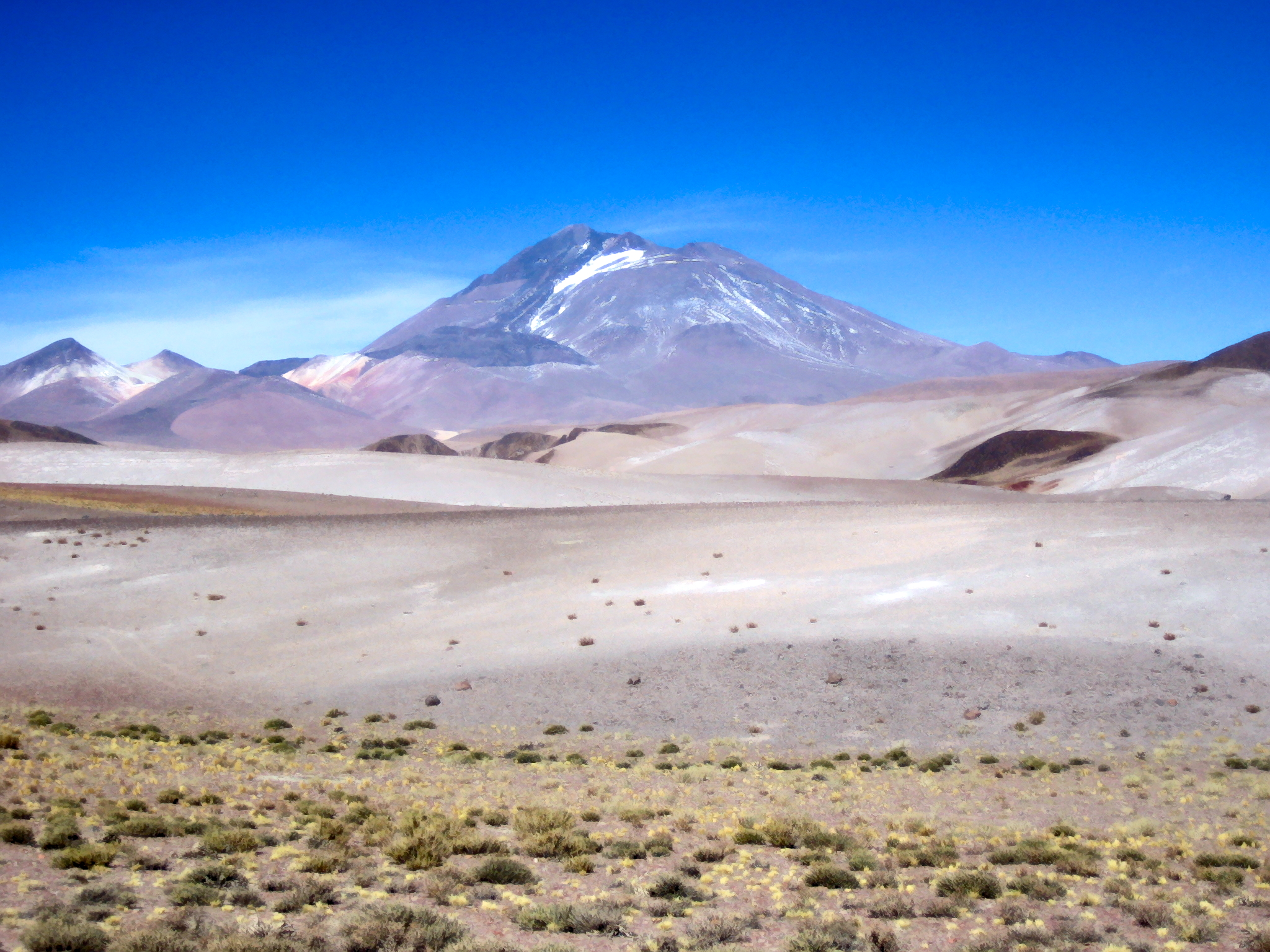
гора Льюльяйлья́ко

Льюльяйльяко — стратовулкан, который имеет высоту 6 739 метров (22 110 футов), в горах Анд на границе между Чили и Аргентиной. На момент обнаружения место захоронения было покрыто пятью футами земли и камней. Место, где были найдены мумии, было описано как «самый высокий археологический памятник в мире».
Льюльяйльяко находится в пустыне Атакама, самой сухой неполярной пустыне на Земле. Сильная сухость воздуха является главной причиной отличной сохранности мумий в течение 500 лет. Сухость и холодные температуры, как известно, значительно снижают скорость разложения человеческих останков, и поэтому экстремальные условия окружающей среды на вершине Льюльяйльяко очень способствуют сохранению.

## Открытие

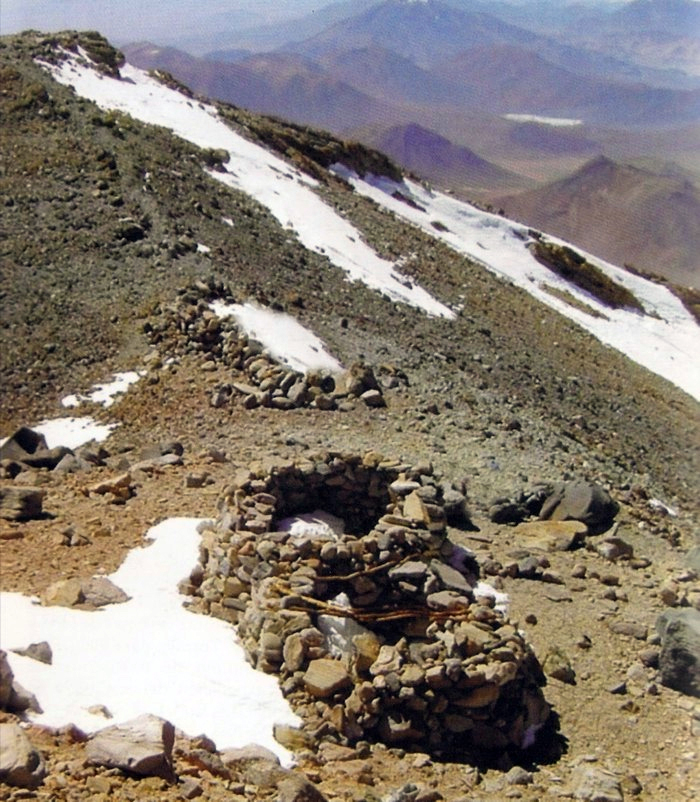
Археологические памятники на вершине Льюльяйлья́ко

В 1999 году Йохан Рейнхард и его команда исследователей отправились в высокие Анды на поиски мест ритуальных жертвоприношений инков. Через три дня после начала поисков команда Рейнхарда обнаружила могилу, в которой находились три мумифицированных ребёнка: две девочки и один мальчик. Также были найдены несколько золотых, раковинных и серебряных статуй, текстиль и керамика. Тело младшей девочки было поражено молнией после её смерти, вызвав ожоги на её теле, особенно на лице и плече. Остальные две мумии не пострадали. Статуи из драгоценных металлов и текстиля были среди многих предметов, найденных в могилах.
Несколько раз экспедиция была близка к провалу. После долгого процесса акклиматизации, включая месяц, потраченный на изучение более низкой горы поблизости, команда, наконец, приблизилась к вершине Льюльяйльяко, установив ряд лагерей на протяжении всего восхождения. На протяжении всей этой экспедиции исследователи боролись с сильными ветрами более 70 миль в час (31 м/с) и экстремальными температурами, в одной точке достигающими −40 °C (-40 °F). Кроме того, в их последнем лагере, на высоте 6600 метров (21 700 футов), разразился шторм, продолжавшийся в течение четырёх дней. По словам Рейнхарда, команда «собиралась сдаться», когда они заметили искусственный слой на месте, который указывал, что они должны продолжить расследование. Исследователи проследили за искусственным слоем, который в конечном итоге привёл их к захоронению одной из мумий.

## Мумии
Три мумии были найдены на месте захоронения Льюльяйльяко: La doncella (Дева), la niña del rayo (девочка-молния) и el niño (мальчик). Оказавшись на вершине горы, детям позволили заснуть, а затем поместили в небольшую гробницу на глубине 1,5 метра под землёй, где их оставили умирать. Кроме того, их кормили высокобелковой пищей, прежде чем они были принесены в жертву.
Мумии были в исключительном состоянии, когда их нашли. Рейнхард сказал, что мумии «являются наиболее хорошо сохранившимися мумиями инков, когда-либо найденными», дополнительно сказав, что руки были прекрасно сохранены, даже до отдельных волос. Внутренние органы были всё ещё целы, и в одном из сердец всё ещё была замороженная кровь. Поскольку мумии замерзали до того, как могло произойти обезвоживание, высыхание и сморщивание органов, характерное для обнажённых человеческих останков, никогда не происходило.

### Ла Донцелла, или Дева

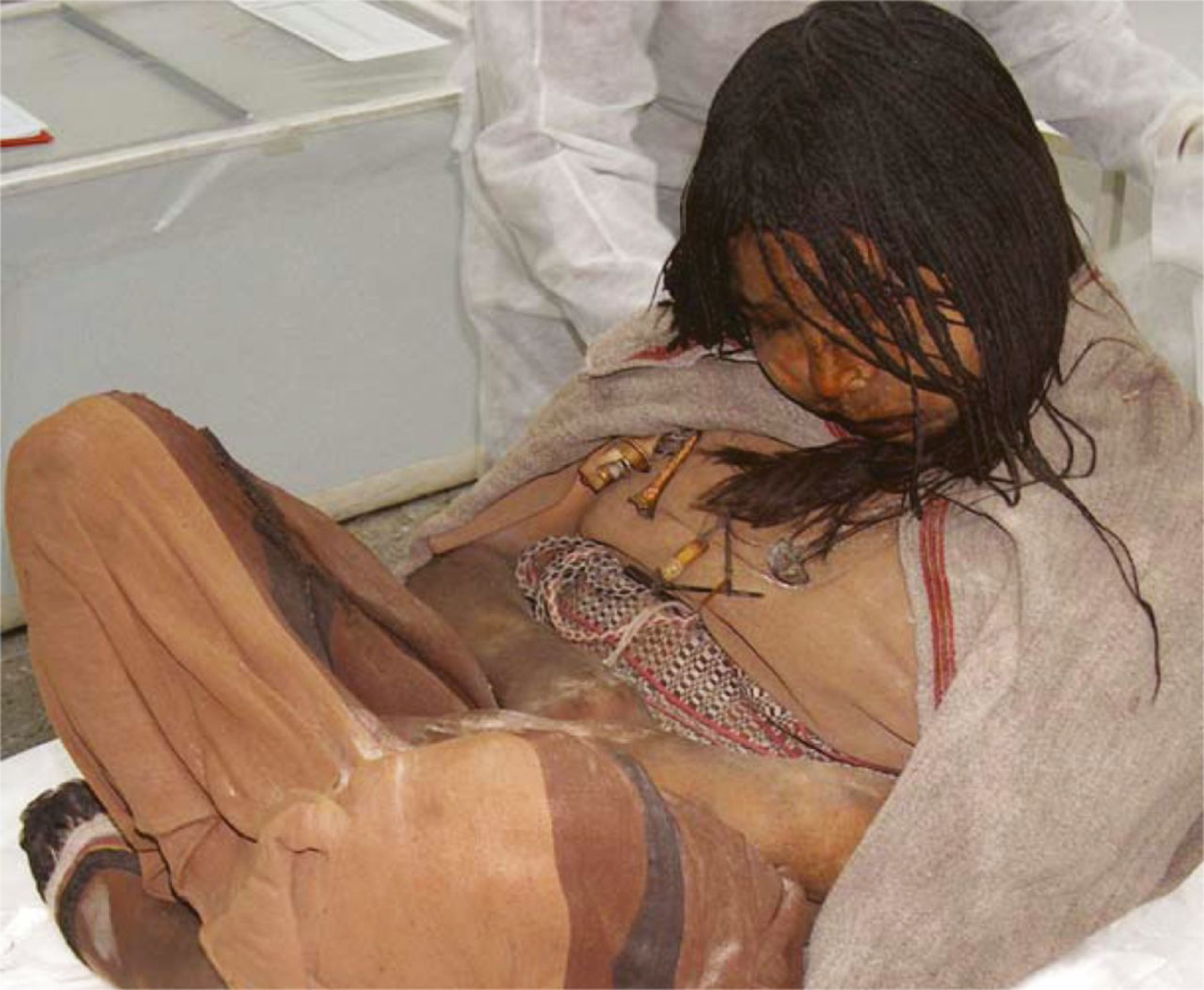
Ла Донцелла

Самую старшую мумию, девочку, которой было около пятнадцати лет, прозвали Ла Донцеллой. Она стала широко известна как «Дева Льюльяйльяко». Бактериальная инфекция была обнаружена в её легких во время обследования. На ней было платье с искусно заплетёнными волосами и украшенный перьями головной убор. Анализ ДНК показал, что девочки были единоутробными или единокровными сёстрами, в то время как мальчик не был их родственником. Ла Донцелла умерла во сне, разделив судьбу остальных двух детей.
Считается, что Донцелла была акллой, или Девой Солнца, — девственницей, избранной и освящённой примерно в возрасте десяти лет, чтобы жить с другими девушками и женщинами, которые станут королевскими жёнами, жрицами и жертвами. Практика ритуальных жертвоприношений в обществе инков была направлена на обеспечение здоровья, богатых урожаев и благоприятной погоды.

### Девочка-молния
Ла-Нинье-дель-Райо было приблизительно шесть лет, когда её принесли в жертву. Её лицо, одно ухо и часть плеча были повреждены ударом молнии, который произошел после её смерти. Её голова была высоко поднята, и она смотрела на юго-запад. Она была одета в традиционное светло-коричневое платье Аксу, а её голова, как и часть тела, была завёрнута в толстое шерстяное одеяло. Кроме того, все её тело было завёрнуто в другое одеяло, на этот раз вышитое красно-жёлтым. Её череп, очевидно, был намеренно удлинён.
С Ла-Ниньей-дель-Райо, по-видимому, обращались менее грубо, чем с Эль-Ниньо, но не столь бережно, как с Ла Донцеллой.

### Мальчик

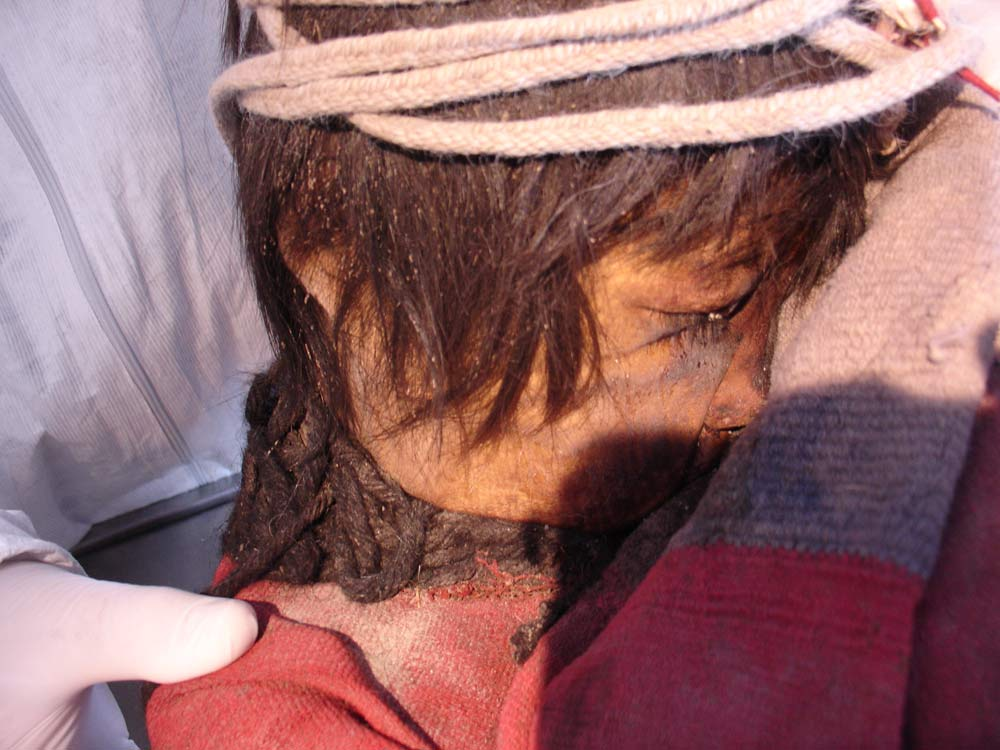
Эль-Ниньо

Тело Эль-Ниньо, которому было около семи лет, когда его принесли в жертву, было плотно обернуто, так как некоторые из его рёбер и костей таза были вывихнуты. Он, по-видимому, умер от стресса, так как рвота и кровь были обнаружены на его одежде. Он был единственным ребёнком, которого связали. Из-за того, как он был связан, высказывалось также предположение, что он, возможно, скончался от удушья. Кроме того, в его волосах было полно гнид. Лежащий в позе эмбриона мальчик имел украшение — серебряный браслет, — был одет в серую тунику, обут в кожаные башмаки, завёрнут в красно-коричневое одеяло. Его череп, как и у Ла-Ниньи-дель-Райо, имел слегка удлинённую форму.
Эль-Ниньо был похоронен с коллекцией небольших предметов, одни из них изображали хорошо одетых мужчин, ведущих караваны лам, а другие — ритуальную деятельность: люди при помощи пращей бомбардируют камнями лагуны в конце сухого сезона, надеясь тем самым ускорить наступление дождей.

## Научный анализ
Согласно биохимическому анализу волос, перед началом жертвенного ритуала дети были одурманены листьями коки и маисовым пивом, известным как чича. Хотя все три жертвы потребляли значительное количество этих веществ до ритуала, анализ образцов волос показывает, что одна из девочек потребляла значительно больше коки и алкоголя, чем другие. Её волосы содержали самую высокую концентрацию коки, когда-либо найденную в андских человеческих останках.

## Выставка
Мумии по-прежнему выставлены в Музее высокогорной археологии, полностью посвящённом показу мумий, в Сальте, Аргентина. Область, в которой сейчас находится город Сальта, была частью империи инков в конце 1400-х и начале 1500-х годов, прежде чем была завоёвана испанскими конкистадорами в конце 1500-х годов. Для предотвращения влияния изменений температурного режима, влажности и т. п. на состояние мумий компьютерная климатическая система поддерживает условия окружающей среды, аналогичные тем, что были на вершине горы, где нынешние экспонаты провели предыдущие 500 лет. Если землетрясение или другая чрезвычайная ситуация приведут к потере энергии, самолёт губернатора провинции будет использоваться для перевозки мумий в другое место, где они смогут быть «вновь подключены» к системе. Музей открыл свои двери для широкой публики в начале сентября 2007 года.
До окончания строительства помещения для музейной экспозиции мумии находились под охраной Католического университета Сальты. Разработка способа демонстрации мумий публике при поддержке их идеальной сохранности заняла восемь лет исследований.

## Разногласия
Мумии остаются предметом споров, особенно касающихся прав коренных народов. Некоторые коренные жители выступают против эксгумации и демонстрации тел.
Рохелио Гуануко, лидер Ассоциации коренных народов Аргентины (аира), назвал показ «нарушением наших близких», заявив, что «Льюльяйльяко продолжает быть священным для нас. Они не должны были осквернять это святилище и выставлять наших детей на всеобщее обозрение, как в цирке». Фермин Толаба, глава Лулес, сказал, что мумии «должны были остаться на своей территории» и что «теперь, когда [мумии] уже эксгумированы, [музей] должен будет вернуть их. Нехорошо, что музей зарабатывает на этом деньги, взимая плату за вход за то, что ему не принадлежит.»
Считается, что в районе высоких Анд, откуда были вывезены мумии, находится по меньшей мере 40 других подобных ритуальных захоронений. Однако, по словам Габриэля Миремонта, дизайнера и директора музея высокогорной археологии, в котором находится экспозиция, демонстрирующая мумии, чтобы «иметь хорошие отношения с индейским народом», учёные больше не будут вывозить мумии из этого района. Однако другие коренные народы поддержали это исследование. Третий Всемирный конгресс по языку кечуа в конце 2004 года собрал 300 представителей из Андских стран, и его участники приняли резолюцию, согласно которой «Конгресс одобряет поддержку исследований детей племени Льюллай (Сальта, Аргентина) и распространение таких исследований для признания величия и эволюции наших предков от их происхождения до наших дней».
Некоторые лидеры коренных народов также выразили обеспокоенность в связи с тем, что они не получат никаких экономических выгод, связанных с демонстрацией мумий.